# Lágrima (álbum)
Lágrima é um disco de Amália Rodrigues, gravado em 1983. É um dos últimos discos da sua carreira, e como tal, um documento essencial do fado. Lágrima consagrou Rodrigues como uma lenda do fado em todo o mundo, recebendo diversas certificações de vendas, ao vender mais de  1,2 milhão de cópias a nível mundial em poucos meses.

## Alinhamento
1. Lágrima
2. Flor De Lua
3. Ai Minha Doce Loucura
4. Ai Maria
5. O Fado Chora-Se Bem
6. Olha A Ribeirinha
7. Morrinha
8. Ai As Gentes Ai A Vida
9. Amor De Mel Amor De Fel
10. Sou Filha Das Ervas
11. Asa De vento
12. Grito

## Posições
| Paradas (1983)                 | Posições |
| ------------------------------ | -------- |
| Portugal - AFP                 | 1        |
| Macau - IFPI                   | 1        |
| França - SNEP                  | 8        |
| Reino Unido - BPI              | 46       |
| Estados Unidos - Billboard 200 | 120      |

| País / Certificadora | Certificação | Vendas  |
| -------------------- | ------------ | ------- |
| Portugal AFP         | 4× Platina   | 200.000 |
| Brasil ABPD          | Platina      | 250.000 |
| França SNEP          | Platina      | 400.000 |
| Espanha PROMUSICAE   | Platina      | 100.000 |
| Grécia IFPI          | Platina      | 10.000  |
| Macau IFPI           | Platina      | 7.500   |
| Dinamarca IFPI       | Ouro         | 25.000  |
| Itália FIMI          | Ouro         | 50.000  |
| Países Baixos NVPI   | Ouro         | 15.000  |
| Bélgica BEA          | Ouro         | 20.000  |